# Departamento Misiones
Misiones ist ein Departamento in Paraguay, es ist einer von insgesamt 17 Verwaltungsbezirken.

## Distrikte
- Ayolas
- San Ignacio
- San Juan Bautista
- San Miguel
- San Patricio
- Santa María
- Santa Rosa de Lima
- Santiago
- Villa Florida
- Yabebyry